# Rudnik, Varna
Rudnik (în bulgară Рудник) este un sat în comuna Dolni Ciflik, regiunea Varna,  Bulgaria. 

## Demografie
Componența etnică a satului Rudnik
     Turci (2,21%)
     Bulgari (86,92%)
     Romi (2,61%)
     Nicio identificare (8,24%)
La recensământul din 2011, populația satului Rudnik era de 497 locuitori. Din punct de vedere etnic, majoritatea locuitorilor (86,92%) erau bulgari, existând și minorități de romi (2,61%) și turci (2,21%). Pentru 8,24% din locuitori nu este cunoscută apartenența etnică.